# Бар, Цви
Цви Бар (ивр. צבי בר‎, родился в 1935 году в Кфар-Йона) — израильский политик, мэр города Рамат-Ган в 1989—2013 годах.

## Биография
Цви Бар родился в 1935 году в Кфар-Йоне в семье выходца из иранского Курдистана Яакова Барзани, активиста Хаганы, бывшего в числе основателей одного из первых современных сельхозпоселений в Израиле Йесуд-ха-Маала. Позднее он укоротил свою фамилию до Бар по совету Давида Бен-Гуриона.

### Военная служба
Во время Шестидневной войны Израиль, Бар командовал парашютно-десантным батальоном 202, потом школой «обучения офицеров» Армии обороны Израиля. В середине 1970-х командовал бригадой резервистов.
В 1976 году получил степень бакалавра в области политических наук в Университете имени Бар-Илана. В том же году перешел на службу в полицию и был назначен командиром Пограничной стражи. В 1983 стал начальником Оперативного управления полиции. В 1985 вышел в отставку в чине генерал-майора полиции.

### На посту мэра
Бар впервые был избран мэром города в 1989 году. Он оказался в центре внимания израильской общественности, продемонстрировав необходимые лидерские качества в период обстрела Рамат-Гана иракскими ракетами СКАД во время операции Буря в пустыне в 1991 году.
Четыре раза подряд был переизбран на пост мэра Рамат-Гана — в 1993, 1998, 2003 и 2008 годах
В апреле 2011 года Министерство юстиции Израиля предъявило Бару, вместе с пятью другими застройщиками, обвинения во взяточничестве и отмывании денег.
14 июля 2013 года Цви Бар заявил, что не будет баллотироваться на пост мэра на выборах в октябре 2013 года
.

### Личная жизнь
Бар состоит в браке, имеет трёх детей.